# 이경실
이경실(李敬實, 1966년 2월 10일~)은 대한민국의 희극 배우 겸 MC이고, 방송인이다.

## 생애
본관은 전의(全義)이며, 전라북도 옥구군 옥구면에서 1남 4녀 중 막내로 출생하였고, 지난날 한때 전라북도 옥구군 임피면에서 잠시 유아기를 보낸 적이 있으며 그 후 군산시 소룡동에서 성장하였다. 1987년 연극배우 첫 데뷔하였고 이어 같은 해 MBC 문화방송 제1회 개그 콘테스트에서 금상을 수상하면서 데뷔하였으며 MC 외의 모든 활동을 MBC에서만 했으나 1999년 봄 신설된 KBS 2TV 《코미디 세상만사》의 한 코너였던 〈열받는 사람들〉로 타사 프로그램 코미디 출연을 했지만 《코미디 세상만사》가  그 해 9월 초 포맷을 정통 콩트 코미디로 변경한 동시에 모든 코너를 물갈이하면서 코너가 종영되었으며 그 이후 MBC 코미디 프로그램 위주로 활동했다

## 소속
- 이경실FS쇼핑몰 (대표)

## 학력
- 1984년 군산중앙여자고등학교 (졸업)
- 1988년 동국대학교 연극영화학과 (학사)

## 출연작

### 텔레비전
예능
- 1988년 《일요일 일요일 밤에》 (MBC)
- 1988년 《청춘행진곡》 (MBC)
- 1990년 《코미디 세상만사》 (MBC)
- 1992년 《웃으면 복이와요》 (MBC)
- 1993년 《체험 삶의 현장》 (KBS1, KBS2)
- 1996년 《토요일 전원출발》 (KBS2)
- 1996년 《오늘은 좋은날》 (MBC) - 열부열전
- 1996년 《이경실의 세상을 만나자》 (SBS)
- 1999년 《진실게임》 (SBS)
- 2000년 《TV특종 놀라운 세상》 (MBC)
- 2000년 《코미디하우스》(MBC)
- 2000년 《웃는 날 좋은 날》 (MBC)
- 2001년 《오늘밤 좋은밤》 (MBC)
- 2002년 《콜럼버스 대발견》 (SBS)
- 2003년 《일요일은 101%》 (KBS2)
- 2004년 《해피 선데이》 (KBS2)
- 2004년 ~ 2006년 《투어 대한민국》 (강릉, 원주, 충주, 안동, 목포, 여수, 마산, 포항MBC)
- 2006년 《헤이헤이헤이 시즌 2》 (SBS)
- 2008년 《이 사람을 고발합니다 시즌2》 (Story on)
- 2008년 《오늘밤만 재워줘》 (MBC)
- 2008년 《황금어장 - 무릎팍 도사》 (MBC)
- 2009년 《가족이 필요해 시즌 3》 (MBC every1)
- 2009년 《세바퀴》 (MBC)
- 2009년 《하땅사》 (MBC)
- 2010년 《이 사람을 고발합니다 시즌3》 (Story on)
- 2010년 《스타 천하장사 씨름의 신》 (MBC)
- 2010년 《이경실 정선희의 철퍼덕 하우스》 (E! TV)
- 2010년 《해피버스데이》 (KBS2)
- 2010년 《여자만세》 (QTV)
- 2011년 《추억이 빛나는 밤에》 (MBC)
- 2013년 《유자식 상팔자》 (JTBC)
- 2022년 《여행의 맛》 (TV CHOSUN)

드라마, 시트콤
- 1993년 《드라마 게임》 (〈개꿈〉) - 슈퍼마켓 종업원 서향숙 역 (KBS2)
- 1993년 《파일럿》 - 우미숙 역 (MBC)
- 1996년 《남자 셋 여자 셋》 - 이경실 역 (MBC)
- 1998년 《여자 대 여자》 - 맏 며느리 역 (MBC)
- 1999년 《점프》 -  수의사 양세준 원장의 아내 이경실 역 (MBC)
- 1999년 《전설의 고향 - 1999년》 - (KBS2)
- 2000년 《세 친구》 - 해산 임산부 이경실 역으로 카메오 단역 (MBC)
- 2002년 《연인들》 - 한의사 이경실 원장 역 (MBC)
- 2005년 《불량 주부》 - 이강자 역 (SBS)
- 2006년 《사랑과 야망》 - 파주댁 역 (SBS)
- 2006년 《얍》 - 훈련조교, 일명 무자비한 M 역 (TU)
- 2008년 《애자 언니 민자》 - 이기자 역 (SBS)
- 2009년 《살맛 납니다》 - 아놀드 역 (MBC)
- 2010년 《볼수록 애교만점》 - 조경실 역 (MBC)
- 2011년 《최고의 사랑》 - 세바퀴 패널 역 (MBC)
- 2011년 《로맨스 타운》 - 엄수정 역 (KBS2)
- 2012년 《각시탈》 - 오동년 역 (KBS2)
- 2013년 《원더풀 마마》 - 제갈점순 역 (SBS)
- 2013년 《응답하라 1994》 - 성동일의 첫사랑 역 (tvN) (특별출연)
- 2015년 《여왕의 꽃》 - '대한민국 방송문화대상' MC 부문 전년도 수상자 역 (MBC)
- 2015년 《이브의 사랑》 - 오영자 역 (MBC)
- 2018년 《파도야 파도야》 - 양말순 역 (KBS2)
- 2023년 《꽃처럼 예쁜 사람》 - 미정 역 (KBS1)

### 라디오
- 2007년 《이경실의 세상을 만나자》(SBS 러브FM)

### 영화
- 2002년 《보스 상륙 작전》 - 광신도 역
- 2008년 《걸스카우트》 - 오봉순 역
- 2009년 《헬로우 마이 러브》 - 무당 역

### 연극
- 1996년 《대원군》 ... 여흥부대부인 민씨 역(주연)

### CF
- 1991년 해태 애플킹 (Feat. 정재환)
- 1994년 ~ 1995년 삼진제약 게보린
- 1995년 오리온 미네뜨
- 1995년 ~ 1996년 LG전자 테크폰 900 (Feat. 원미경)
- 1995년 ~ 1998년 새마을금고
- 1995년 유한양행 유한락스 크린엎 한방에
- 1996년 일양약품 나폴레온 철력 & 꾸러기 철력
- 1998년 농협 농협 김치
- 1998년 교차로 ("MBC 오늘은 좋은 날 - 울엄마" 팀으로 출연)
- 1998년 공익광고협의회 똑똑한 소비 편
- 1998년 대웅제약 베아제
- 1999년 해태제과 과자 3총사
- 2000년 현대생명 (Feat. 이성미)
- 2001년 경동나비엔 경동콘덴싱 (Feat. 이성미) "돈이 잡히네" 편
- 2009년 AIA 원스톱3대질병보험 (Feat. 손범수, 김지선)

## 홍보대사
- 2005년 KPGA 연예인 홍보 봉사단원
- 2005년 동국대학교 건학 100주년 명예홍보대사
- 2009년 KLPGA 연예인 홍보단원
- 2009년 사행산업통합감독위원회 도박중독예방 명예홍보대사
- 2012년 한국자살예방시민연대 홍보대사

## 수상 경력
- 1987년 제1회 MBC 개그 콘테스트 금상.
- 1990년 MBC 방송대상 신인상 코미디 부문[3]
- 1991년 MBC 방송대상 코미디상[4]
- 1993년 MBC 방송대상 코미디부문 대상
- 1994년 MBC 방송대상 코미디부문 대상
- 1994년 제30회 백상예술대상 TV 여자 예능상
- 1997년 MBC 코미디대상 여자 최우수상
- 2002년 SBS 연기대상 TV/MC부문 특별상
- 2008년 MBC 방송연예대상 특별상 (베스트 엔터테이너상)
- 2009년 MBC 방송연예대상 버라이어티 여자 최우수상
- 2010년 MBC 방송연예대상 우정상
- 2020년 SBS 연예대상 레전드 특별상